# Gentianella ottonis
Gentianella ottonis là một loài thực vật có hoa trong họ Long đởm. Loài này được (Phil.) Muñoz mô tả khoa học đầu tiên năm 1959.